# Darío Benedetto
Darío Ismael "Pipa" Benedetto (Berazategui, Buenos Aires, 17 de maig de 1990) és un futbolista argentí que juga com a davanter al Boca Juniors.

## Biografia
Darío Benedetto va néixer el 17 de maig de 1990 a la ciutat de Berazategui, Buenos Aires. Criat al costat dels seus cosins, i formant-se en les categories inferiors d'Independent, quan tenia dotze anys, mentre jugava una final pels Jocs Evita de Berazategui, la seva mare, qui l'estava recolzant en la pista, va sofrir un aturada cardiorespiratori i no va arribar amb vida a l'hospital. Després de perdre-la, Benedetto va deixar el futbol i l'escola, i va decidir treballar al costat del seu pare com a peó de paleta. Durant aquesta època, va formar una banda de cumbia al costat del seu germà Lucas anomenada El Pato que els va portar a la televisió tres vegades al canal Amèrica. No obstant això, quan tenia disset anys i el van pujar a la reserva d'Arsenal, va tornar a centrar-se en el futbol.
Més endavant va decidir, amb el seu pare, mudar-se a la Plata.

## Trajectòria

### Arsenal de Sarandí
El 9 de novembre de l'any 2007 va debutar en l'Arsenal Futbol Club de l'Argentina, en un partit contra Boca Juniors per la data 14 del Torneig d'Obertura d'aquest any, entrant per Luciano Leguizamón. Va marcar el seu primer gol davant Lanús pel Torneig Clausura 2009. Posteriorment, va ser cedit per jugar en Defensa i Justícia i Gimnàstica de Jujuy, de la segona categoria del futbol argentí. Amb el "Lobo" jujeño, el Pipa va explotar, marcant 11 gols en 19 partits jugats. Després del seu gran pas pel nord argentí, va tornar a Arsenal on va sortir-ne campió del torneig local, però amb poca participació.
En el Torneig Final 2013, Gustavo Alfaro li dona l'oportunitat de ser el titular de l'equip, i el Pipa ho aprofita al màxim, marcant-li gols a Unió de Santa Fe i a River Plate en El Monumental. En la Copa Libertadores 2013, marca el seu primer gol internacional de tir lliure davant The Strongest en l'altura de La Paz, i després marcaria altres dos gols a São Paulo i Atlètic Mineiro.
Pel seu gran semestre amb el Viaducte, a mitjans del 2013 acaba sent venut en definitiva al Club Xolos de Tijuana.

### Tijuana
En 2013 va ser comprat pel Tijuana de la Lliga MX per al Torneig Obertura 2013. Va debutar el 19 de juliol fent un hat-trick enfront del Club Atles de Guadalajara. En total, marcaria 23 gols en 50 partits, i fins al moment en el qual es va anar, era el màxim golejador històric del jove club. Les seves bones actuacions van cridar l'atenció del Club Amèrica.

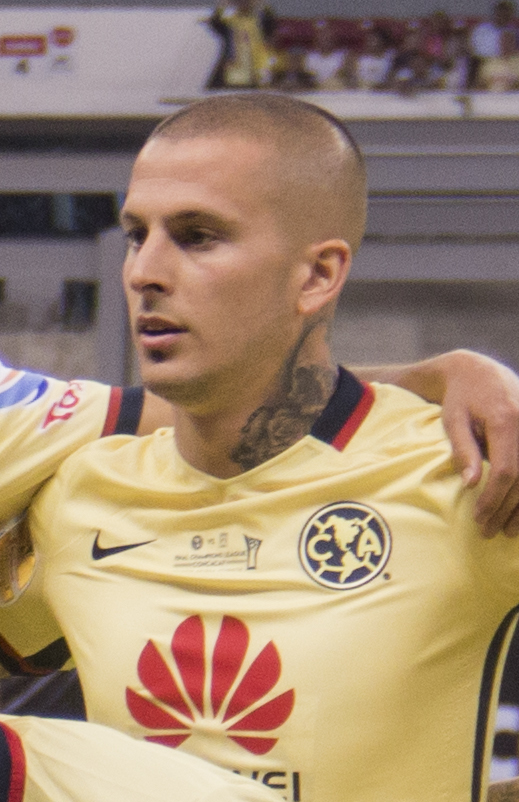
Benedetto en la final de la Lliga de Campions de la Concacaf amb l'Amèrica.

### Amèrica
El 15 de març de 2014 va ser presentat en el Club Amèrica. El seu primer gol el va fer contra el Monterrey en un partit amistós, mentre que el seu primer oficial va ser contra el Tigres UANL. El 8 d'abril de 2015, per la Semifinal de tornada en la Lliga de Campions de CONCACAF, aconsegueix marcar-li 4 gols al Herediano de Costa Rica i així col·laborar perquè Amèrica remuntés un global advers de 3 gols. El 29 d'abril de 2015, en la final (volta) de la Lliga de Campions de CONCACAF, aconsegueix un hat-trick, sent alhora, nominat com el jugador més valuós del certamen.
Al final del Torneig Clausura 2016, el seu baix ritme de joc, constants lesions i alta exigència per part de la directiva van fer que Benedetto demanés sortir del club, cosa que els alts comandaments dubtaven al principi, però amb negociacions entre club i jugador van fer que arribessin a un bon acord perquè li deixessin sortir de l'equip.

### Boca Juniors

#### Temporada 2016-17
El 6 de juny de 2016, el jugador va signar amb Boca Juniors, l'equip del qual es va declarar seguidor a tal punt de contribuir amb O$S 1.000.000 per al seu fitxatge per un total de $S 6 000 000. El seu debut oficial va ser davant Independent del Valle per l'anada de les semifinals de la Copa Libertadores 2016. El seu primer gol en Boca Juniors va ser davant Santamarina pels setzens de final de la Copa Argentina 2015-16, en un partit que Boca va guanyar 2:1. El 25 de setembre va aconseguir marcar el seu primer hat-trick amb Boca, en una trobada pel torneig local contra Quilmes. Va convertir un gol de tacó, un altre des de fora de l'àrea que va entrar per l'esquadra de l'arc defensat per César Rigamonti, i l'últim de cap, pel 4:1 definitiu. Aquest dia no només va marcar tres gols, també va assistir a Ricardo Centurión de tacó, sumant així quatre gols en cinc partits amb Boca.
El 16 d'octubre, en un partit enfront de Sarmiento de Junín, Benedetto sofreix un esquinç, després que Jonathan Santana caigués damunt del seu genoll dret en una disputa aèria, sent reemplaçat per Walter Bou als 25 minuts del primer temps. Després de l'ocorregut enfront del conjunt de Junín, el 'Pipa' es mantindria un mes fora de les pistes. No obstant això, 18 dies després de la lesió, va jugar el segon temps enfront de Rosari Central pels quarts de final de la Copa Argentina, reemplaçant a Wilmar Barris. Benedetto va marcar de cap el gol del descompte als 90+4', però ja era massa tard, i Boca va quedar eliminat del certamen en perdre 2 a 1 contra Rosari Central en un partit impressionant.
El 6 de novembre, li marca dos gols a Gimnàstica i Esgrima de la Plata per aconseguir la primera victòria com a visitant de Boca Juniors en el campionat 2016-17, el partit va finalitzar amb un resultat de 3 a 0 en favor de Boca. L'11 de novembre, en un partit amistós davant el Sevilla, realitzat a Espanya, va marcar el primer gol de l'equip. Dita partida va acabar 4:3 a favor de Boca. El 27 de novembre marca el primer gol en un clàssic: enfront de Sant Lorenzo, al minut 20. Uns segons després d'haver marcat el primer punt pel Xeneize, es lesiona i és reemplaçat per Walter Bou.
L'11 de març de 2017 torna a golejar de manera oficial, marcant un doblet contra Banfield en la jornada 15 del Campionat Local. Partit que acabaria 2 a 0 en favor de Boca Juniors, en el primer partit oficial del 2017 per a l'equip.
El 4 de juny de 2017, torna a golejar en un clàssic: davant el Club Atlètic Independent de Avellaneda, va marcar un doblet en la golejada 3 a 0. El Pipa va finalitzar la seva campanya com a campió i a més golejador del campionat, amb una increïble marca de 21 gols en 25 partits, sent pretès per clubs com la Roma o l'Milan. No obstant això, el davanter va assegurar quedar-se per jugar la propera Libertadores al costat del club xeneize.

#### Temporada 2017-18
El 15 d'agost de 2017, Benedetto disputa el primer partit de la temporada, amb dos gols en el triomf de Boca davant Gimnàstica i Tir de Salta pels trentadosens de final de la Copa Argentina 2017/18. Dies després, va tornar a marcar per duplicat contra Olimpo de Bahía Blanca en l'arrencada de la Superliga Argentina, arribant al seu setè doblet amb la samarreta blava i dorada. El seu gran moment futbolístic li va valer per guanyar-se la convocatòria per a la selecció Argentina per primera vegada en la seva carrera.
El 10 de setembre de 2017, Benedetto contínua la seva ratxa golejadora i marca contra Lanús. Va ser un partit travat a causa del camp de joc, perquè el partit es va disputar en un dia de molta pluja. Amb prou feines la va tocar 17 vegades en aquest partit i va ser suficient per convertir un gol per a l'equip Xeneize. Tres dies després, marca de penal l'únic gol del partit contra Guillermo Brown de Port Madryn per la Copa Argentina. Després d'una anàlisi periodística, es va revelar que Benedetto, a mitjan setembre, ocupa el quart lloc entre els golejadors mundials el 2017, amb 20 punts en igual quantitat de partits jugats, sent només superat per Harry Kane (mitjana 1,07), Lionel Messi (1,03) i Edinson Cavani (1,00, en 34 PJ).
El 29 d'octubre de 2017, Benedetto marca un doblet contra el Club Atlètic Belgrano de Còrdova. Fins a aquest punt, seria el màxim golejador de Boca a la Superliga Argentina, amb 8 punts convertits en 7 partits. No convertiria gols al superclásico del futbol argentí disputat el 5 de novembre del 2017 en 
l'estadi Monumental.
En la derrota 1:2 vs Racing de local, el 19 de novembre, sofreix el trencament de lligaments creuats, havent de ser reemplaçament en la segona part. Per tal motiu, es va perdre el que va restar del 2017, i després de ser operat, va començar la recuperació.

#### Temporada 2018-19
Després de vuit mesos sense jugar, Benedetto torna al camp de futbol en un amistós contra l'Independent Medellín, però després d'una dura falta cap a ell, sortiria lesionat novament amb una molèstia encara que aquesta vegada amb un breu temps de recuperació. Torna oficialment el 30 d'agost de 2018 en el partit de tornada a Paraguai contra el Club Lliberteu pels vuitens de final de la Copa Libertadores 2018, en el qual realitzaria dues assistències perquè Cristian Pavón i Mauro Zárate marquin el 1-1 i 2-1 respectivament, del partit que acabaria amb un triomf 4-2 per part del xeneize, avançant per un resultat global de 6-2 cap als quarts de final en els quals s'enfrontaria a Cruzeiro Esporte Clube.
Boca elimina a quarts de final a Cruzeiro per un resultat global de 3-1. Benedetto va disputar uns minuts contra l'equip brasiler en aquesta instància però no va convertir gols. El 24 d'octubre es disputa el partit d'anada per semifinals de la Copa Libertadores 2018 en el qual es van enfrontar Boca i Sociedade Esportiva Palmeiras, sent el "xeneize" l'equip local. Després d'un partit molt igualat que es trobava amb un resultat d'igualtat en 0, als 32 minuts del segon temps Ramón Ábila és reemplaçat per Darío Benedetto, qui encara no havia pogut marcar des que havia tornat a jugar després de la seva greu lesió. El seu ingrés va ser determinant, doncs converteix el primer gol de cap des d'un tir de cantonada enviat per Sebastián Vila, i un parell de minuts després, gairebé cap al final, converteix el segon gol donant-se la volta amb la pilota (doncs es trobava d'esquena a l'arc quan rep la passada de Pablo Pérez) de tal manera que eludeix al defensor de Palmeiras i amb un potent xut amb la dreta des de fora de l'àrea marca perquè Boca guanyi 2-0 en l'anada. Va ser triat figura del partit en aquesta trobada. Uns dies més tard torna a convertir en el partit de tornada enfront del mateix rival en la mateixa competència, encara que en condició de visitant, el gol que va estampar el 2-2 definitiu, aconseguint que Boca avanci per un resultat global de 4-2 i d'aquesta manera, permet al club tornar a jugar una final de Copa Libertadores sis anys més tard (doncs l'última vegada havia estat al 2012). Boca va aconseguir després d'aquest resultat el rècord de ser l'equip que més finals ha disputat en la història de les Copes Libertadores, arribant a 11 finals en total, superant al Club Atlètic Peñarol amb 10 finals disputades.
El rival en la final de la copa seria ni més ni menys que amb el Club Atlético River Plate, sent aquest el primer enfrontament Superclásico del futbol argentí en la final d'una copa continental. L'11 de novembre de 2018 es disputa el partit d'anada per la final de la Copa Libertadores 2018 en La Bombonera. El davanter Cristian Pavón sofriria una lesió en el primer temps i seria reemplaçat, entrant Darío Benedetto en el seu lloc. El partit es trobava igualat 1-1 cap al final del primer temps, però en el primer minut de temps agregat, Darío Benedetto converteix un gol de cap, imposant a Boca sobre River 2-1 abans del descans. Més tard, River empataria el partit que finalitzaria amb un resultat de 2-2.
El partit de tornada es va jugar el diumenge 9 de desembre en l'estadi Santiago Bernabéu de Madrid. Benedetto va ser titular i va convertir el primer gol que significaria el 0-1 parcial a favor de Boca. Acabaria sent reemplaçat en el segon temps. El partit va finalitzar 3-1 a favor de River en el qual va significar una derrota històrica per a Boca que acabaria sent subcampió d'Amèrica.

## Internacional
El 27 d'agost de 2017 va ser convocat a la selecció argentina per l'entrenador Jorge Sampaoli per jugar la doble jornada per la classificació a la Copa Mundial de Futbol de 2018 contra Uruguai i Veneçuela. Benedetto va jugar part del segon temps de la trobada contra la selecció veneçolana, que va finalitzar empatat a un gol. En l'última jornada de les Eliminatòries, Benedetto va ser titular contra Perú així com en l'última data davant Equador, en la qual Argentina va aconseguir la classificació al Mundial de Rússia 2018. És convocat per als amistosos de la selecció argentina enfront de Rússia i Nigèria després de la classificació al mundial. Va ingressar als 45 minuts del segon temps del partit disputat contra Nigèria en lloc de Sergio Agüero.

### Participacions en Eliminatòries al Mundial
| Eliminatòries                 | Resultat | Partits | Gols |
| ----------------------------- | -------- | ------- | ---- |
| Eliminatòries Mundial de 2018 | 3° lloc  | 3       | 0    |

## Estadístiques

### Clubs
| Club | Div.          | Temporada     | Lliga | Lliga | Lliga  | Copes nacionals(1) | Copes nacionals(1) | Copes nacionals(1) | Tornejos internacionals(2) | Tornejos internacionals(2) | Tornejos internacionals(2) | Total(3) | Total(3) | Total(3) | Mitjana Golejadora |
| Club | Div.          | Temporada     | Part. | Gols  | Asist. | Part.              | Gols               | Asist.             | Part.                      | Gols                       | Asist.                     | Part.    | Gols     | Asist.   | Mitjana Golejadora |
| --- | ------------- | ------------- | ----- | ----- | ------ | ------------------ | ------------------ | ------------------ | -------------------------- | -------------------------- | -------------------------- | -------- | -------- | -------- | ------------------ |
| Arsenal · Argentina | 1a            | 2008-09       | 12    | 1     | 0      | —                  | —                  | —                  | —                          | —                          | —                          | 12       | 1        | 0        | 0,08               |
| Arsenal · Argentina | 1a            | 2009          | 1     | 0     | 0      | —                  | —                  | —                  | —                          | —                          | —                          | 1        | 0        | 0        | 0,00               |
| Arsenal · Argentina | 1a            | 2011-12       | 10    | 1     | 0      | 1                  | 0                  | 0                  | —                          | —                          | —                          | 11       | 1        | 0        | 0,09               |
| Arsenal · Argentina | 1a            | 2012-13       | 28    | 7     | 1      | 2                  | 2                  | 0                  | 6                          | 3                          | 0                          | 36       | 12       | 1        | 0,33               |
| Arsenal · Argentina | Total Club    | Total Club    | 51    | 9     | 1      | 3                  | 2                  | 0                  | 6                          | 3                          | 0                          | 60       | 14       | 1        | 0,23               |
| Defensa i · Justicia · Argentina | 2.ª           | 2009-10       | 13    | 1     | 1      | —                  | —                  | —                  | —                          | —                          | —                          | 13       | 1        | 1        | 0,07               |
| Defensa i · Justicia · Argentina | 2.ª           | 2010          | 11    | 1     | 0      | —                  | —                  | —                  | —                          | —                          | —                          | 11       | 1        | 0        | 0,10               |
| Defensa i · Justicia · Argentina | Total Club    | Total Club    | 24    | 2     | 1      | 0                  | 0                  | 0                  | 0                          | 0                          | 0                          | 24       | 2        | 1        | 0,08               |
| Gimnàstica de · Jujuy · Argentina | 2.ª           | 2011          | 20    | 11    | 0      | —                  | —                  | —                  | —                          | —                          | —                          | 20       | 11       | 0        | 0,60               |
| Gimnàstica de · Jujuy · Argentina | Total Club    | Total Club    | 20    | 11    | 0      | 0                  | 0                  | 0                  | 0                          | 0                          | 0                          | 20       | 11       | 0        | 0,60               |
| Tijuana · Mèxic | 1a            | 2013-14       | 26    | 12    | 3      | —                  | —                  | —                  | 4                          | 1                          | 2                          | 30       | 13       | 5        | 0,43               |
| Tijuana · Mèxic | 1a            | 2014          | 17    | 9     | 4      | 3                  | 1                  | 1                  | —                          | —                          | —                          | 20       | 10       | 5        | 0,50               |
| Tijuana · Mèxic | Total Club    | Total Club    | 43    | 21    | 7      | 3                  | 1                  | 1                  | 4                          | 1                          | 2                          | 50       | 23       | 10       | 0,46               |
| América · Mèxic | 1a            | 2015          | 17    | 6     | 3      | —                  | —                  | —                  | 3                          | 7                          | 1                          | 20       | 13       | 4        | 0,65               |
| América · Mèxic | 1a            | 2015-16       | 32    | 11    | 5      | —                  | —                  | —                  | 9                          | 2                          | 2                          | 41       | 13       | 7        | 0,31               |
| América · Mèxic | Total Club    | Total Club    | 49    | 17    | 8      | 0                  | 0                  | 0                  | 12                         | 9                          | 3                          | 61       | 26       | 11       | 0,42               |
| Boca Juniors Argentina | 1a            | 2016-17       | 25    | 21    | 3      | 3                  | 2                  | 1                  | 2                          | 0                          | 0                          | 30       | 23       | 4        | 0,76               |
| Boca Juniors Argentina | 1a            | 2017-18       | 9     | 9     | 4      | 3                  | 3                  | 0                  | 0                          | 0                          | 0                          | 12       | 12       | 4        | 1,00               |
| Boca Juniors Argentina | 1a            | 2018-19       | 6     | 0     | 1      | 2                  | 0                  | 0                  | 6                          | 5                          | 2                          | 14       | 5        | 3        | 0,27               |
| Boca Juniors Argentina | Total Club    | Total Club    | 40    | 30    | 8      | 8                  | 5                  | 1                  | 8                          | 5                          | 2                          | 56       | 40       | 11       | 0,71               |
| Total Carrera | Total Carrera | Total Carrera | 227   | 90    | 25     | 14                 | 8                  | 2                  | 30                         | 18                         | 7                          | 271      | 116      | 34       | 0,42               |
| (1) Inclou dades de la Copa Argentina (2011-Act.); Copa MX (2014). (2) Inclou dades de la Copa Libertadores (2013-16); Lliga de Campions de la Concacaf (2013-16); Copa Mundial de Clubs de la FIFA (2015). (3) No inclou gols en partits amistosos. |               |               |       |       |        |                    |                    |                    |                            |                            |                            |          |          |          |                    |

## Palmarès

### Títols nacionals
| Títol               | Club               | País      | Any  |
| ------------------- | ------------------ | --------- | ---- |
| primera divisió     | Arsenal de Sarandí | Argentina | 2012 |
| Supercopa Argentina | Arsenal de Sarandí | Argentina | 2012 |
| Copa Argentina      | Arsenal de Sarandí | Argentina | 2013 |
| Primera Divisió     | C. A. Boca Juniors | Argentina | 2017 |
| Primera Divisió     | C. A. Boca Juniors | Argentina | 2018 |

### Títols internacionals
| Títol             | Club       | País  | Any  |
| ----------------- | ---------- | ----- | ---- |
| Lliga de Campions | C. Amèrica | Mèxic | 2015 |
| Lliga de Campions | C. Amèrica | Mèxic | 2016 |

### Distincions individuals
| Distinció                                                       | Any  |
| --------------------------------------------------------------- | ---- |
| Millor jugador de la Lliga de Campions de la Concacaf           | 2015 |
| Màxim golejador de la Lliga de Campions de la Concacaf (7 gols) | 2015 |
| Millor golejador del Món del mes d'abril segons IFFHS           | 2015 |
| Màxim golejador de la Primera Divisió de l'Argentina (21 gols)  | 2017 |
| Olimpia de Plata al Futbolista Argentí de l'Any                 | 2017 |